# 弗兰克·里斯特
弗蘭克·里斯特（法語：Franck Riester，1974年1月3日—），法国政治人物。他在2008年出任库洛米耶市长。2018年，出任文化部部長一職。
2020年初，法国暴发2019冠狀病毒病疫情。同年3月9日，里斯特被確診感染了2019冠狀病毒病，卫生部长指他情況稳定並已经在家中休养。里斯特其后在社交媒体上表示自己身体感觉良好，并继续在家工作。